# Camp del Carrer Indústria
Das Camp del Carrer Indústria (spanische Bezeichnung: Campo de la calle Industria), auch als L’Escopidora (‚Spucknapf‘) bekannt, war ein Fußballstadion in Barcelona. Es war das erste Stadion des FC Barcelona und diente zwischen 1909 und 1922 als Heimstadion des Vereins.

## Geschichte
In seinen ersten zehn Jahren hatte der FC Barcelona auf fünf verschiedenen Spielstätten seine Heimspiele ausgetragen. Am 14. März 1909 wurde das Camp del Carrer Indústria, das erste vereinseigene Stadion, eingeweiht. Das Stadion soll bis zu 6.000 Zuschauern Platz geboten haben, davon waren bis zu 1.500 in der zweistöckigen Haupttribüne aus Holz untergebracht. Als erstes Stadion im Land besaß das Stadion eine künstliche Beleuchtung. Das Eröffnungsspiel gegen den SC Català, das mit 2:2 endete, sollen Berichten zufolge 2.000 Zuschauer verfolgt haben.
In seinem zweiten Spiel in diesem Stadion gewann der FC Barcelona die Katalanische Meisterschaft des Jahres 1909. In den nachfolgenden Jahren feierte der Verein seine ersten nationalen Erfolge. 1912 wurde in diesem Stadion erstmals das Finale des Copa del Rey ausgetragen, dort siegte der FC Barcelona mit 3:1 über Gimnástica Madrid. Später war das Stadion noch in drei weiteren Saisons Austragungsort der Endspiele um die Copa del Rey. So auch im Jahr 1913, in dem der FC Barcelona nach unentschiedenem Hin- und Rückspiel im Wiederholungsspiel, der bereits dritten Partie, Real Sociedad San Sebastián mit 2:1 besiegte. Nachdem sich das Stadion zunehmend als zu klein erwies, zog der FC Barcelona 1922 in ein größeres Stadion, das Camp de Les Corts, um.

## Lage
Das Camp del Carrer Indústria befand sich zwischen den Straßen Carrer Indústria (heute: Carrer París), Urgell und Villarroel.

## Ursprung der Bezeichnung „Culés“
Bei großem Zuschauerandrang saß die letzte Reihe der Zuschauer auf der das Stadion umgebenden Mauer, dadurch ergab sich für vorbeigehende Passanten das Bild aneinandergereihter Hinterteile. Aus diesem Grund werden die Fans des FC Barcelona auch als „Culés“ oder „Culers“ bezeichnet, abgeleitet vom katalanischen Wort „cul“ (‚Arsch‘).